# Orignolles
Orignolles település Franciaországban, Charente-Maritime megyében. Lakosainak száma 715 fő (2022. január 1.). Orignolles Clérac, Montlieu-la-Garde, Neuvicq és Saint-Martin-d’Ary községekkel határos.

## Népesség
A település népességének változása:
| Lakosok száma | 611  | 635  | 653  | 604  | 647  | 654  | 676  | 687  | 697  | 715  |
|               | 1968 | 1982 | 1990 | 2006 | 2013 | 2015 | 2017 | 2019 | 2020 | 2022 |